# Thomas Armstrong
Sir Thomas Armstrong (c. 1633, Nijmegen – 20 de junio de 1684, Londres) fue un oficial del ejército inglés y miembro del Parlamento ejecutado por traición.
Su padre, el coronel Sir Thomas Armstrong (fallecido en noviembre de 1662) luchó en la Guerra de los 30 Años en los Países Bajos, fue un soldado realista durante la Guerra Civil Inglesa y fue encarcelado dos veces en la Torre de Londres por Oliver Cromwell durante la Commonwealth.

## Biografía

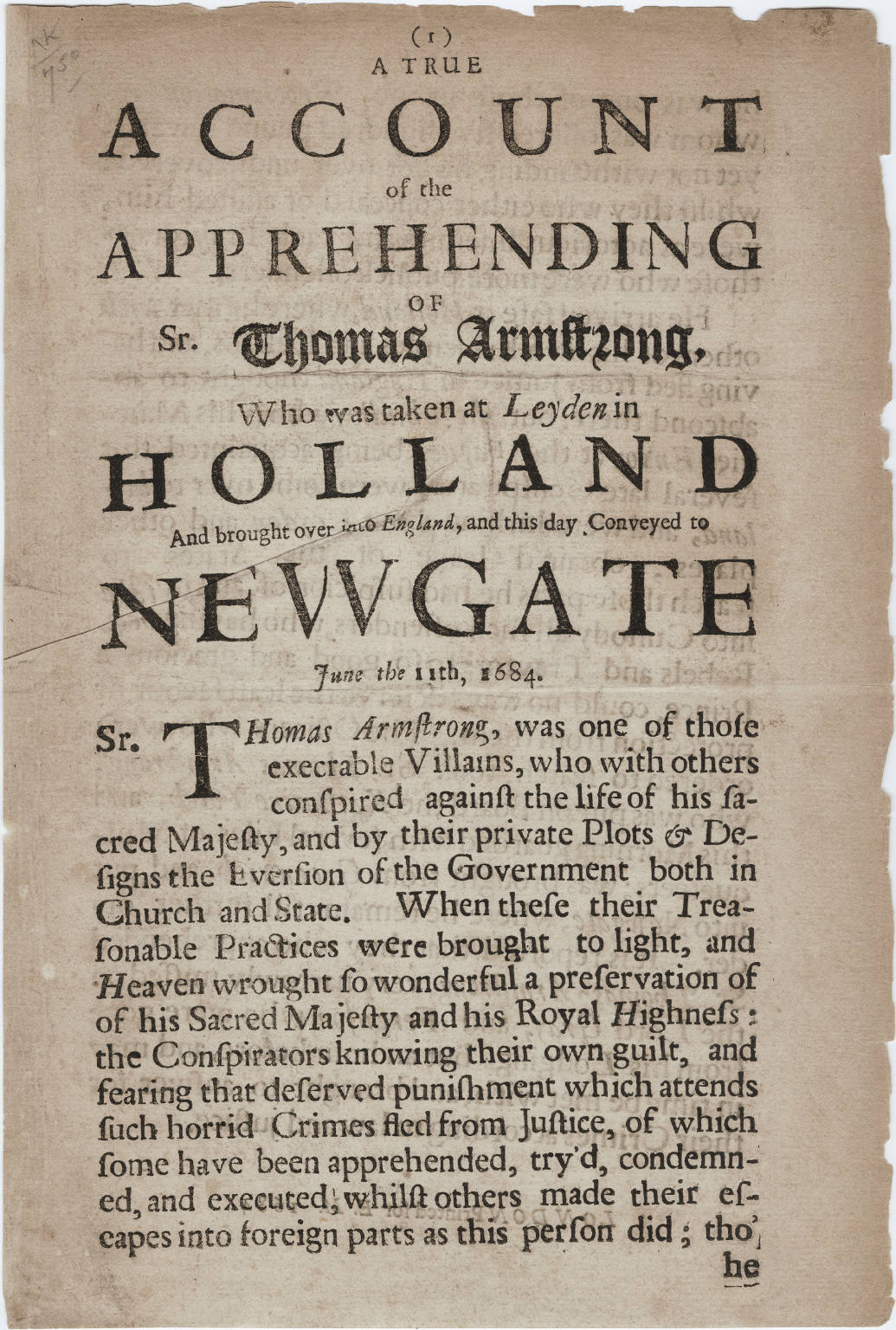
Un relato verdadero de la captura de Sir Thomas Armstrong, impreso en Londres, 1684

Durante el Interregno, Armstrong apoyó a Carlos II, participó en el complot para apoderarse del castillo de Chester en 1655 y llevó fondos de Aubrey de Vere, vigésimo conde de Oxford, a Carlos en el exilio. Posiblemente fue encarcelado durante un año a su regreso. En 1657 se casó con Catherine, hija de James Pollexfen y sobrina de Edward Hyde, primer conde de Clarendon.
Tras la Restauración, recibió, en febrero de 1661, el nombramiento de capitán-teniente en la Guardia Real a Caballo . En agosto de 1675, Armstrong mató al hijo de una de las damas de honor de la reina en un teatro de Londres. Armstrong fue indultado porque su oponente había empuñado primero.
Armstrong sirvió con James Scott, primer duque de Monmouth en Francia desde 1672, luchando en el asedio de Maastricht (1673) y junto a los holandeses, en 1678. Fue herido en St Denis. En 1679, ayudó a reprimir el levantamiento de los pactantes y luchó en la batalla de Bothwell Bridge, al mismo tiempo que el complot papista en Inglaterra asustaba al establishment anglicano.
La influencia de Monmouth lo aseguró como diputado por Stafford en marzo de 1679 al Parlamento de la Primera Exclusión.

## Muerte

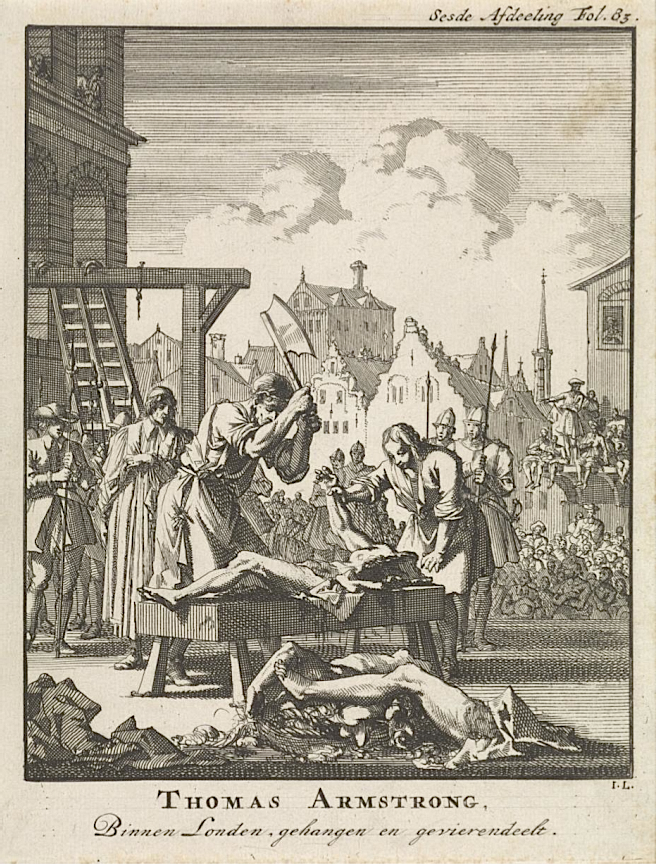
Grabado que representa la ejecución de Sir Thomas Armstrong en 1684.

Tras el complot de Rye House, en 1683, fue acusado ante el Tribunal del Tribunal del Rey por alta traición. Armstrong, un hombre buscado, huyó a Cleves y luego Rotterdam, pero fue capturado en Leiden y condenado a muerte por el juez George Jeffreys.
Tuvo un final digno en la horca en Tyburn el 20 de junio de 1684, protestando que había muerto "como un protestante verdadero y sincero... y en la comunión de la Iglesia de Inglaterra; y desearía de todo corazón haber estado a la altura más estrictamente de los religión en la que yo creía". Sus tierras y bonos por un total de 12.700 libras esterlinas se salvaron de la confiscación en virtud de su acuerdo matrimonial. Sin embargo, su juicio fue ampliamente considerado como un flagrante error judicial. Fue arrastrado con vallas hasta Tyburn, donde fue ahorcado, arrastrado y descuartizado, el 20 de junio de 1684. Su cabeza estaba fijada en Westminster Hall, tres de sus habitaciones estaban expuestas en Londres y la cuarta en Stafford.